# Cleonardo moirae
Cleonardo moirae is een vlokreeftensoort uit de familie van de Eusiridae. De wetenschappelijke naam van de soort is voor het eerst geldig gepubliceerd in 1997 door Bousfield & Hendrycks.